# Cup of China 2020
Shiseido Cup of China 2020 (кит. упр. 2020资生堂中国杯世界花样滑冰大奖赛) — международный турнир по фигурному катанию сезона 2020/2021, второй этап Гран-при, организованный Ассоциацией фигурного катания Китая. Прошёл в Чунцине (КНР) с 6 по 8 ноября 2020 года без зрителей на арене культурно-спортивного центра Хуаси. На соревнованиях были разыграны четыре комплекта медалей: в мужском и женском одиночном катании, в парном катании и танцах на льду.
В связи с пандемией COVID-19 в структуру Гран-при были внесены изменения. Прежде всего, это коснулось допуска спортсменов до соревнований. На этапах серии могли выступать фигуристы, которые проживали или тренировались в принимающей стране, а также те, кто смог приехать в принимающую страну, выдержав при этом режим карантина.
9 июля 2020 года Государственное управление по делам физкультуры и спорта КНР сообщило, что до конца 2020 года Китай не планирует принимать международные спортивные мероприятия, за исключением тестовых соревнований к предстоящим зимним Олимпийским играм. Международный союз конькобежцев и Олимпийский комитет Китая приняли решение о проведении Cup of China 2020, поскольку турнир является составной частью Гран-при и, следовательно, связан с финалом серии, который должен был пройти в Пекине и, в свою очередь, был запланирован как тестовое соревнование к Олимпиаде-2022.

## Расписание
| Дата                 | Время | Дисциплина                | Программа/Танец           |
| -------------------- | ----- | ------------------------- | ------------------------- |
| 6 ноября             | 15:00 | Церемония открытия        | Церемония открытия        |
| 6 ноября             | 15:30 | Танцы на льду             | Ритм-танец                |
| 6 ноября             | 16:40 | Женщины                   | Короткая                  |
| 6 ноября             | 18:00 | Мужчины                   | Короткая                  |
| 6 ноября             | 19:20 | Спортивные пары           | Короткая                  |
| 7 ноября             | 14:30 | Танцы на льду             | Произвольный              |
| 7 ноября             | 15:45 | Женщины                   | Произвольная              |
| 7 ноября             | 17:10 | Мужчины                   | Произвольная              |
| 7 ноября             | 18:35 | Спортивные пары           | Произвольная              |
| 8 ноября             | 14:30 | Показательные выступления | Показательные выступления |
| Часовой пояс — UTC+8 |       |                           |                           |

## Результаты

### Мужчины
| Место | Фигурист     | Страна | Сумма баллов | Короткая программа | Короткая программа | Произвольная программа | Произвольная программа |
| ----- | ------------ | ------ | ------------ | ------------------ | ------------------ | ---------------------- | ---------------------- |
| 1     | Цзинь Боян   | Китай  | 290,89       | 1                  | 103,94             | 1                      | 186,95                 |
| 2     | Янь Хань     | Китай  | 264,81       | 2                  | 92,56              | 2                      | 172,25                 |
| 3     | Чэнь Юйдун   | Китай  | 226,21       | 3                  | 75,74              | 3                      | 150,47                 |
| 4     | Чжан Хэ      | Китай  | 209,74       | 4                  | 69,68              | 4                      | 140,06                 |
| 5     | Пэн Чжимин   | Китай  | 196,28       | 5                  | 69,16              | 5                      | 127,12                 |
| 6     | Сюй Цзюйвэнь | Китай  | 178,00       | 6                  | 61,96              | 6                      | 116,04                 |

### Женщины
| Место | Фигуристка    | Страна | Сумма баллов | Короткая программа | Короткая программа | Произвольная программа | Произвольная программа |
| ----- | ------------- | ------ | ------------ | ------------------ | ------------------ | ---------------------- | ---------------------- |
| 1     | Чэнь Хунъи    | Китай  | 186,53       | 1                  | 64,63              | 1                      | 121,90                 |
| 2     | Ли Аньци      | Китай  | 148,33       | 2                  | 49,94              | 2                      | 98,39                  |
| 3     | Цзинь Миньчжи | Китай  | 135,43       | 3                  | 47,75              | 4                      | 87,68                  |
| 4     | Чжан Сыян     | Китай  | 128,20       | 4                  | 39,80              | 3                      | 88,40                  |
| 5     | Чжэн Лу       | Китай  | 86,48        | 5                  | 29,84              | 5                      | 56,64                  |

### Парное катание
Первоначально в заявке турнира спортивных пар значились Суй Вэньцзин и Хань Цун — действующие чемпионы и рекордсмены мира. Однако дуэт снялся с соревнований по причине восстановления Ханя после операции, перенесённой на тазобедренном суставе.
| Место | Спортивная пара          | Страна | Сумма баллов | Короткая программа | Короткая программа | Произвольная программа | Произвольная программа |
| ----- | ------------------------ | ------ | ------------ | ------------------ | ------------------ | ---------------------- | ---------------------- |
| 1     | Пэн Чэн / Цзинь Ян       | Китай  | 223,90       | 1                  | 75,62              | 1                      | 148,28                 |
| 2     | Ван Юйчэнь / Хуан Ихан   | Китай  | 175,40       | 2                  | 63,56              | 2                      | 111,84                 |
| 3     | Чжу Дайцзыфэй / Лю Юйхан | Китай  | 140,37       | 3                  | 54,37              | 3                      | 86,00                  |

### Танцы на льду
| Место | Танцевальная пара         | Страна | Сумма баллов | Ритм-танец | Ритм-танец | Произвольный танец | Произвольный танец |
| ----- | ------------------------- | ------ | ------------ | ---------- | ---------- | ------------------ | ------------------ |
| 1     | Ван Шиюэ / Лю Синьюй      | Китай  | 206,84       | 1          | 84,23      | 1                  | 122,61             |
| 2     | Чэнь Хун / Сунь Чжомин    | Китай  | 192,26       | 2          | 76,57      | 2                  | 115,69             |
| 3     | Нин Ваньци / Ван Чао      | Китай  | 171,90       | 3          | 69,07      | 3                  | 102,83             |
| 4     | Го Юйчжу / Чжао Пэнкунь   | Китай  | 162,36       | 4          | 65,01      | 4                  | 97,35              |
| 5     | Линь Юйфэй / Гао Цзыцзянь | Китай  | 142,33       | 5          | 56,80      | 5                  | 85,53              |